# (3368) Duncombe
(3368) Duncombe es un asteroide que forma parte del cinturón exterior de asteroides y fue descubierto el 22 de agosto de 1985 por Edward L. G. Bowell desde la Estación Anderson Mesa, en Flagstaff, Estados Unidos.

## Designación y nombre
Duncombe se designó inicialmente como 1985 QT.
Posteriormente, en 1987, fue nombrado en honor del astrónomo estadounidense Raynor L. Duncombe (1917-2013).

## Características orbitales
Duncombe orbita a una distancia media del Sol de 3,386 ua, pudiendo acercarse hasta 3,085 ua y alejarse hasta 3,687 ua. Su excentricidad es 0,08883 y la inclinación orbital 19,15 grados. Emplea 2276 días en completar una órbita alrededor del Sol.

## Características físicas
La magnitud absoluta de Duncombe es 10,9. Tiene 35,2 km de diámetro y se estima su albedo en 0,0431.